# 789
789 (DCCLXXXIX) fue un año común comenzado en jueves del calendario juliano, en vigor en aquella fecha.

## Acontecimientos
- 5 de febrero:[1] Idrís I funda la Dinastía idrisí en la actual Morrocos. Ese mismo año funda la ciudad de Fes.
- 23 de mayo:[2] Carlomagno publica la Admonitio generalis, un conjunto de leyes que reforma diversas políticas educativas y eclesiásticas del Reino Franco. Esto forma parte del llamado Renacimiento Carolingio.
- Según la Crónica Anglosajona (de finales del Siglo IX), los vikingos hacen su primera aparición en Inglaterra. En Dorchester (Dorset), el grupo de noruegos asesina a un funcionario del rey. Este evento, junto al saqueo de Lindisfarne cuatro años después, inicia la llamada Era Vikinga.
- Carlomagno funda la ciudad de Herford en la actual Alemania.
- Una conjura nobiliaria aparta del trono al rey Alfonso II de Asturias, siendo elegido Bermudo I.
- Revuelta en Japón durante el reinado del Emperador Kanmu Tennō.

## Nacimientos
- Ziryab, poeta y músico kurdo.

## Fallecimientos
- Mauregato, rey de Asturias.
- Al-Khayzuran, esposa de Al-Mahdi y cogobernante del Califato Abasí.
- León de Catania, obispo y santo italiano.